# جوليا مارلو
جوليا مارلو (بالإنجليزية: Julia Marlowe)‏ هي ممثلة أمريكية، ولدت في 17 أغسطس 1865 في كومبرلاند ‏ في المملكة المتحدة، وتوفيت في 12 نوفمبر 1950 في نيويورك في الولايات المتحدة بسبب مرض.

## وصلات خارجية
- جوليا مارلو على موقع الموسوعة البريطانية (الإنجليزية)
- جوليا مارلو على موقع قاعدة بيانات برودواي على الإنترنت (الإنجليزية)
- جوليا مارلو على موقع قاعدة بيانات برودواي على الإنترنت (الإنجليزية)
- جوليا مارلو على موقع قاعدة بيانات برودواي على الإنترنت (الإنجليزية)